# Ruta Nacional 60 (Colombia)
La Ruta Nacional 60 es una ruta colombiana de tipo transversal que inicia en la ciudad de Quibdó, departamento del Chocó y finaliza en Páez, departamento de Boyacá. Es una de las rutas más importantes del país que atraviesa de oeste a este el país, uniendo el Pacífico colombiano con las principales ciudades del centro del país y los Llanos orientales. 
Entre Puerto Boyacá y Páez se le conoce como Transversal de Boyacá.

## Tramos
| Tramo | Inicio                | Final                              | Distancia (km) |
| ----- | --------------------- | ---------------------------------- | -------------- |
| 01    | Mutis                 | Quibdó                             |                |
| 02    | Quibdó                | La Mansa                           | 107.28         |
| 03    | La Mansa              | "T" de Amagá / Ruta 25 (Primavera) | 95.09          |
| 04    | Medellín              | El Santuario                       | 51.00          |
| 05    | El Santuario          | Ruta 45 (Caño Alegre)              | 135.60         |
| 06    | Ruta 45 (Dos y Medio) | Otanche                            | 95.50          |
| 07    | Otanche               | Chiquinquirá                       | 89.75          |
| 08    | Chiquinquirá          | Tunja                              | 73.05          |
| 09    | Tunja                 | Páez (Boyacá)                      | 118.12         |
| 10    | Páez (Boyacá)         | Monterrey (Casanare)               |                |

## Detalles de la ruta

### Tramo 02

#### Lugares que atraviesa
- Quibdó
- Tutunendo
- El Siete (Carmen de Atrato)
- La Mansa

### Tramo 03

#### Lugares que atraviesa
- Ciudad Bolívar
- Remolino
- Peñalisa (Salgar)
- Bolombolo
- La Sinifaná
- Amagá
- La Tolva y Primavera (Caldas)

### Tramo 04

#### Lugares que atraviesa
- Medellín
- Guarne
- Rionegro
- Marinilla
- El Santuario

### Tramo 05

#### Lugares que atraviesa
- Cocorná
- La Piñuela
- Doradal (Puerto Triunfo)
- Santiago Berrío
- Puente de La Paz (Río Magdalena)

### Tramo 06

#### Lugares que atraviesa
- Dos y Medio
- Kilómetro 11 y Puerto Romero (Puerto Boyacá)
- Otanche

### Tramo 07

#### Lugares que atraviesa
- Otanche
- Santa Bárbara (San Pablo de Borbur)
- San Pablo de Borbur
- Pauna
- Chiquinquirá

### Tramo 08

#### Lugares que atraviesa
- Chiquinquirá
- Tinjacá
- Sutamarchán
- Sáchica
- Cucaita
- Tunja

### Tramo 09

#### Lugares que atraviesa
- Tunja
- Soracá
- Boyacá
- Ramiriquí
- Rondón
- Zetaquirá
- Berbeo
- Miraflores
- Páez